# 高振廷
高振廷（1967年7月—），男，中华人民共和国外交官，现任中华人民共和国驻瓜亚基尔总领事。

## 生平
高振廷曾任驻泰国大使馆参赞兼总领事。2013年9月，回国任外交部国际经济司副司级参赞。2015年10月，任驻卡尔加里总领事馆副总领事。2020年，回任外交部国际经济司参赞。2023年8月，出任中华人民共和国驻瓜亚基尔总领事。